# The Lesson (film 2023)
The Lesson è un film del 2023 diretto da Alice Troughton.

## Trama
Liam è un giovane scrittore di talento a cui viene proposto di lavorare come precettore del figlio del suo idolo, il romanziere J.M. Sinclair. Giunto nella sperduta magione, Liam si trova invischiato in una ragnatela di risentimenti e bugie.

## Promozione
Il primo trailer del film è stato pubblicato l'8 giugno 2023.

## Distribuzione
Il film è stato presentato in anteprima mondiale al Tribeca Film Festival l'11 giugno 2023, per poi essere distribuito nelle sale statunitensi dal 7 luglio e in quelle britanniche dal 22 settembre dello stesso anno.